# Lil Nas X
Montero Lamar Hill (Lithia Springs, Georgia, 1999. április 9. –), művésznevén Lil Nas X, kétszeres Grammy-díjas amerikai rapper, énekes és dalszövegíró, aki az Old Town Road slágerével lett ismert, amely rekordot jelentő 19 héten keresztül állt a Billboard Hot 100-as listájának élén és gyémánt minősítést kapott az Amerikai Hanglemezgyártók Szövetségétől (RIAA). Debütáló középlemeze, a 7 2019. június 21-én jelent meg.
Az Old Town Road 19 hetet töltött a Billboard Hot 100 élén, amellyel a slágerlista történetének legsikeresebb dala lett. A dalnak több remixe is megjelent, többek között Billy Ray Cyrus country énekessel. 2019 júniusában Nas X melegként bújt elő, így ő lett az első olyan előadó, aki ezt csinálta, miközben az egyik dala slágerlista-rekordot készült dönteni. A dal sikerét követően  kiadta debütáló középlemezét, a 7-t (2019), amelyről megjelent a Panini és a Rodeo kislemezek, amelyek az 5. és a 22. helyen szerepeltek az amerikai slágerlistákon. Első debütáló albumáról, a Monteroról megjelentek a Montero (Call Me by Your Name), a Sun Goes Down és az Industry Baby kislemezek. A Montero első lett a Billboard Hot 100-on.
Őt jelölték a legtöbb Grammy-díjra a 62. Grammy-gálán, ahol elnyerte a Legjobb videóklip és a Legjobb popduó vagy -együttes teljesítmény díjakat. Az Old Town Road nyert neki két MTV Video Music Awards díjat és egy American Music Award-díjat. Ő az első nyíltan LMBTQ fekete előadó, aki elnyert egy díjat a Coutry Zene Szövetség díjátadóján. A Time helyet adott neki a 25 legbefolyásosabb ember az interneten listáján. 2020-ban szerepelt a Forbes 30 Under 30 listáján.

## Ifjúkora
Montero Lamar Hill Lithia Springsben, egy Georgia állambeli kisvárosban született 1999. április 9-én. Hatéves volt, mikor szülei elváltak, ezután Nas X édesanyjával és nagyanyjával a Bankhead Courts-ban telepedett le. Három évvel később apjához költözött Austellbe. Bár vonakodva távozott, de fontos döntésnek érezte a költözést. Negyedik osztályban trombitán kezdett játszani. A Lithia Springs High Schoolba járt, ahol 2017-ben végzett. Egy évig a University of West Georgia egyetemen tanult, mielőtt elhagyta azt. Ekkor nővérével lakott, és munkájában segítette őt.

## Pályafutása

### Internetes személyiségként (2015–2017)
Lil Nas X tinédzserkorában elkülönítette magát az „osztályon kívüli tevékenységektől”. Ideje nagy részét online töltötte, hogy internetes személyiségként tudja népszerűsíteni munkáját, de nem tudta pontosan, mire koncentráljon. A Facebookon és a Vineon rövid komédiavideókat jelenített meg.
Ebben az időszakban egy Nicki Minaj-rajongói oldalt is létrehozott a Twitteren „@NasMaraj” néven, a Nas nevű rapper, valamint Minaj valódi keresztneve után. 2015-ben híressé vált tweetjei és egy másik rajongói oldala, a „FactsAboutNM” meghozta számára az ismertséget. 2017-ben felfigyeltek a NasMaraj nevű fiókjára, mikor azon flash fiction-stílusban interaktív „forgatókönyvszálak” jelentek meg a TweetDeck alkalmazást használva. Mikor nyilvánosan is kiderült, hogy Nas X-nek köze van a fiókhoz, tagadta azt. 2020 májusában ennek ellenére elismerte, hogy Nicki Minaj rajongója. Azt mondta, hogy eredetileg azért tagadta a tényt, mert félt, hogy az emberek azt gondolnák, hogy meleg. Minaj válaszolt Nasnak 2020. június 17-én, azt írva, hogy ugyan rosszul esett neki, hogy tagadta, hogy rajongója lenne, de megérti. 2021-ben, a Sun Goes Down videóklipjében ismerte el végül, hogy az övé volt a fiók, mikor egy középiskolai jelenetben a profilról írt tweeteket.
2018 végén Lil Nas X a zene mellett döntött mint a sikerhez vezető út, szobájában kezdett el felvenni dalokat. Ekkor vette fel a Lil Nas X nevet, a New York-i Nas rapper tiszteletére. 2018 októberében talált rá a zenei alapra, amely később az Old Town Road lett.

### AzOld Town Roadmegjelenése és a7(2018–2019)
2018. december 3-án Hill megjelentette az Old Town Road című, country-rap stílusú dalt. A hozzá tartozó zenét névtelenül vásárolta YoungKio holland producer online áruházáról 30 dollárért. A zenei minták a Nine Inch Nails 34 Ghosts IV című dalától származnak, a Ghosts I-IV (2008) stúdióalbumukról. A CinCoYo atlantai stúdióban vette fel a dalt, mindössze egy óra alatt. Nas X ezután mémeket kezdett létrehozni, hogy népszerűsítse az Old Town Roadot, mielőtt felkapott lett volna a TikTok közösségi média alkalmazáson. Nas azt mondta, hogy közel száz mémet készített, majd a dal 2019 elején vált igazán népszerűvé a „Yeehaw Challenge” mémnek köszönhetően. Felhasználók milliói öltöztek be ökörhajcsárnak vagy cowgirlnek, a #yeehaw címkével megjelölt videók nagy része a dalt használta háttérzenének. 2019 júliusára közel 70 millióan tekintették meg ezeket a videókat. Az Old Town Road a Billboard Hot 100-as listájának 83. helyén debütált, végül felért egészen a vezető pozícióba. A dal emellett a Hot Country Songs 19. helyén, és a Hot R&B/Hip-Hop Songs 36. helyén debütált. Sok lemezkiadó le akarta szerződtetni Nas X-et, ő végül a Columbia Recordsnál kötött ki 2019 márciusában. A Billboard ellentmondásosan kivette a Hot Country Songs listájából a dalt, miszerint a hangzása nem illik a country stílusához:
Mikor döntést hozunk a stílusokról, tekintetbe veszünk több tényezőt is, de a legfontosabb a zenei kompozíció. Ugyan az Old Town Road felhasznál country elemeket és cowboy képeket, nem használja a mai country zene elég elemét ahhoz, hogy a slágerlistán szerepelhessen.
Ezután a countrylistát Robert Christgau rasszistának tartotta, és úgy gondolta, hogy a dal Lil Nas X bőrszíne, származása miatt került ki a listából. A Billboard egyik szóvivője azt nyilatkozta, hogy az előadó rasszának semmi köze nem volt a dal eltávolításához. Mindezek ellenére a dal a Billboard Country Airplay listájának 53. helyén debütált, és a főlistáról való eltávolítása után már az 50. helyen állt. Ennek következtében a Sony Music Nashville vezérigazgatója azt nyilatkozta, hogy elkezdte tesztelni a dalt területeken, ahol általános kedvelik a countryt az emberek. Egy emiatt tervezett bojkottot követően ismét mindennapi téma lett a country zene történelmi rasszizmusa, mert az megpróbálja teljesen kitörölni az afroamerikaiakat a saját kultúrájából.
Billy Ray Cyrus countryénekes kiállt az Old Town Road mellett, és a dal első hivatalos átdolgozott változatában is közreműködött. Már áprilisban Nas X megdöntötte Drake rekordját: egy hét alatt 143 millió megtekintést ért el a dalával az Egyesült Államokban, míg Drake In My Feelingse116,2 millió megtekintést ért el egy hét alatt még 2018 júliusában. 2019-re a dal elérte az egy milliárd lejátszást Spotifyon.
Nas X június 21-én megjelentette debütáló középlemezét, amely a 7 címet kapta. Az EP a 2. helyen debütált a Billboard 200-as listáján. Június 23-án Nas X és Billy Ray Cyrus fellépett a 2019-es BET Awards díjátadó gálán. Június 30-án Nas X és Cyrus meglepetésszerűen megjelent és előadta az Old Town Roadot a Glastonbury Fesztiválon. Ugyanezen a napon jelentette be, hogy meleg. Ez kifejezetten nagy hír volt egy előadótól, aki a hiphop és a country stílusában dolgozik, amely nem a legelfogadóbb közösségként ismert. A queer előadók elfogadottsága a hiphop műfajában 2012-ben kezdődött meg, mikor Frank Ocean coming outolt, a Channel Orange megjelenése előtt. A hónap vége felé a Rolling Stone megjelenítette a Top 100-as listáját, ahol az Old Town Road az első helyen debütált, így az lett a lista történetének első dala, amely az élen állt. A lista első 10 helyezettje közé még bekerült Lil Nas X Panini című kislemeze, amely a negyedik helyen debütált, valamint a Rodeo, amely a lista 9. helyén jelent meg.
2019 júliusának elején az Old Town Road már tizenhárom hete vezette a Hot 100-at, ezzel ez lett az első hiphop stílusú dal, amely már ennyi ideje az élen állt. Szintén ez lett az első dal, amelyből több mint tízmillió példányt adtak el, míg az élmezőnyben volt. Tizenötödik hetével az élen Nas X lett az első nyíltan meleg előadó, aki már ilyen hosszú idő óta állt a listavezető pozícióban. Tizenhét hetével az élen pedig az Old Town Road lett a slágerlistát 1958-as bevezetése óta a legtöbb időn át vezető dal. Mindezt megszakítás nélkül tette meg.

### Montero(2020–2021)
2020. július 7-én Hill elmondta, hogy debütáló albuma már majdnem elkészült és, hogy dolgozik egy mixtape-en. Július 10-én megmutatott egy részletet következő, Call Me by Your Name című dalából.
2020. november 8-án bejelentette új kislemezét, a Holiday-t, amely azon hónap 13. napján jelent meg. A kislemez 37. helyen debütált a Billboard Hot 100-on.
2021 januárjában kiadta a C is for Country  gyerekkönyvet. 2021. március 26-án kiadta Montero (Call Me by Your Name) című kislemezét egy videóklippel együtt. Ugyanezen a napon bejelentette, hogy debütáló stúdióalbumának címe Montero lesz és 2021 nyarán fog megjelenni. A dalt sokan fontosnak találták, bár voltak, akik negatívan fogadták a videóklipet. 2021 márciusában, az MSCHF-t, a céget, amely elkészítette Lil Nas X Sátán Cipőit, a Nike beperelte, mert a cipők engedélyük nélkül készültek el. A Nike megnyerte a pert, amelynek következtében leállították a cipők eladását.
Előző dala körül kialakult botrány után Lil Nas X kiadta a Sun Goes Down kislemezt, 2021. május 21-én, amelyben a homoszexualitásáról beszél, illetve arról, hogy hogyan fogadta el magát annak, aki. Egy nappal később előadta a Montero (Call Me by Your Name) dalával együtt a Saturday Night Liveon, ahol elszakadt a nadrágja, így nem tudta a koreográfia szerint befejezni fellépését. Június 29-én kiposztolta első albumának előzetesét Montero, the Album címmel. Ezek mellett bemutatott egy részletet következő dalából, amelynek a címe Industry Baby volt.
Július 16-án Lil Nas X kirakott egy videót TikTokra, amelyben azt írta, hogy július 19-én lesz egy bírósági meghallgatása a Sátán Cipőkkel kapcsolatban. A dátum végül nem egy meghallgatás volt, hanem az Industry Baby előzetesének megjelenése, amelyben Lil Nas X egy bírósági teremben látható, amely meghallgatásnak a témája a cipőkről hirtelen a szexualitására fordul. Az előzetes mellett létrehoztak egy weboldalt is. A kislemez 2021. július 23-án jelent meg. A dal videóklipjének megjelenése mellett együttműködött a The Bail Project nonprofit szervezettel, amely az óvadék eltörléséért küzd az Egyesült Államokban.
Debütáló albuma, a Montero, 2021. szeptember 17-én jelent meg. Első turnéját, a Long Live Montero Tourt is ezt követően jelentette be.

### DreamboyésNasarati 2(2022–napjainkig)
2022. március 16-án két rövid részletet is megmutatott új albumáról, amelyek közé tartozott a Late to da Party YoungBoy Never Broke Again közreműködésével, illetve a Down Souf Hoes Saucy Santana közreműködésével. Megosztott ezek mellett részleteket a Lean on My Body számból is. A Late to da Party kislemezként 2022. június 24-én jelent meg.
A Long Live Montero Tour közben előadta akkor még ki nem adott számát, a Star Walkin’-t, illetve a Down Souf Hoes intróját. 2022. szeptember 15-én a Riot Games, a League of Legends videójáték gyártója, bejelentette, hogy együtt fognak működni a zenésszel a 2022-es League of Legends-világbajnokságon, ahol kihirdették, hogy Lil Nas X a League of Legends elnöke. Az esemény hivatalos dala lett a Star Walkin’, amely szeptember 22-én jelent meg egy videóklippel együtt. November 5-én Lil Nas X előadta a dalt az esemény megnyitóján.

## Imidzs

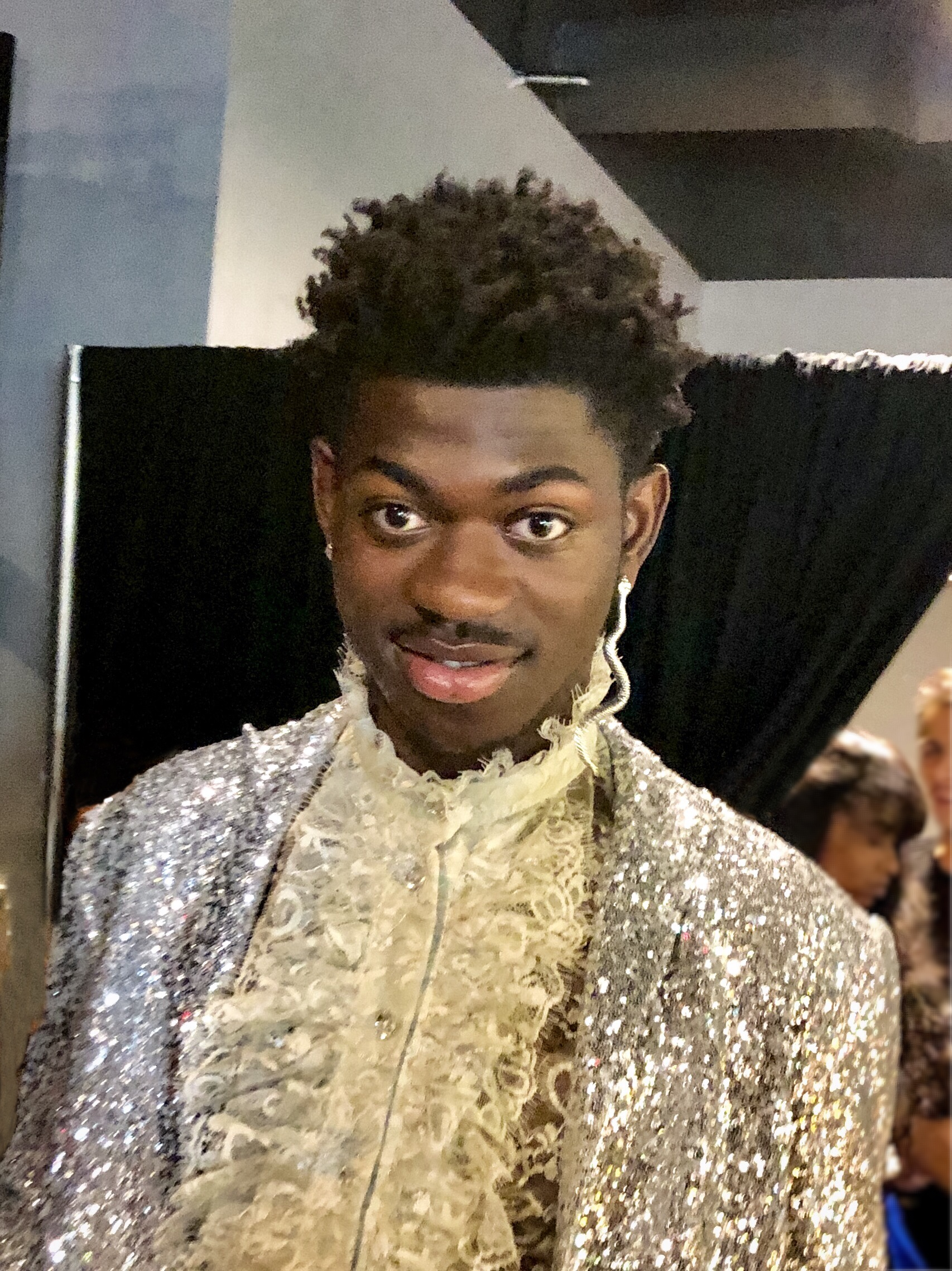
Lil Nas X a 2019-es MTV Video Music Awards díjátadón.

A rappert gyakran méltatták nyilvános megjelenéseiért, divatjáért. 2019 júliusában a Vogue szerint a cowboy esztétika mestere, aminek egy fényűző érzést tud adni. Stylistja, Hodo Musa azt mondta, hogy olyan ruhákat szeret választani, amelyek játékosak, színesek és futurisztikusak. A 2019 MTV Video Music Awards díjátadón fellépésére egy cseresznye vörös cowboy-mintás öltönyt viselt. A 62. Grammy-gálán Lil Nas X több különböző ruhát is viselt, többek között egy Versace öltönyt, rózsaszín kiegészítőkkel, amelyet 700 óra alatt állítottak össze.
2020 júliusában szerepelt Rihanna Fenty Beauty márkájának hirdetésében.
2021 augusztusában Nas egy kommentben azt írta Tony Hawk posztjára, hogy „Nah he tweakin”, mikor a gördeszkás bejelentette, hogy vérével festett gördeszkákat fog árulni. A következő pár napban a közösségi média oldalak kommentszekciói tele voltak a kifejezéssel.

## Magánélete
2019 júniusában Lil Nas X elmondta testvérének, hogy meleg, annak ellenére, hogy nem volt benne biztos, hogy rajongói kitartanának-e mellette. Június 30-án, a Pride-hónap utolsó napján coming outolt nyilvánosan is, Twitteren: „néhányan már tudjátok, néhány embert nem érdekel, néhányan már nem fogjátok szeretni, amit csinálok. de mielőtt véget ér ez a hónap, szeretném ha jól meghallgatnátok c7osure című számomat. 🌈🤩✨.” Szexualitását először a c7osure című dalán említette meg, korábban a hónapban. Másnap ismét tweetelt, ekkor kiemelve a szivárvány színű épületet a 7 albumborítóján. A BBC Breakfast műsorán tisztázott mindent, mikor először kimondta, hogy meleg és elismerte, hogy szexualitását nem fogják elfogadni a country vagy a rap környezetben.
A reakciók nagy része a hírre pozitívak voltak, de közösségi médián homofób megjegyzések is gyakoriak voltak. Ez ismét kiemelte a homofóbia problémáját a hiphop közösségben. 2020 januárjában Pastor Troy rapper homofób megjegyzéseket tett az öltözetre, amelyet Nas viselt a Grammy-gálán.

## Diszkográfia
- Montero (2021)
- Dreamboy (2025)

## Díjak és jelölések
| Díjátadó                         | Év   | Jelölt/Munka                                             | Kategória                                        | Eredmény | For.            |
| -------------------------------- | ---- | -------------------------------------------------------- | ------------------------------------------------ | -------- | --------------- |
| American Music Awards            | 2019 | Önmaga                                                   | Az év új előadója                                | Jelölve  | [ 75 ]          |
| American Music Awards            | 2019 | Old Town Road (Remix) (Billy Ray Cyrus közreműködésével) | Az év közreműködése                              | Jelölve  | [ 75 ]          |
| American Music Awards            | 2019 | Old Town Road (Remix) (Billy Ray Cyrus közreműködésével) | Kedvenc dal — Rap/Hip-Hop                        | Elnyerte | [ 75 ]          |
| American Music Awards            | 2019 | Old Town Road (Remix) (Billy Ray Cyrus közreműködésével) | Kedvenc videóklip                                | Jelölve  | [ 75 ]          |
| American Music Awards            | 2019 | Old Town Road (Remix) (Billy Ray Cyrus közreműködésével) | Kedvenc dal — Pop/Rock                           | Jelölve  | [ 75 ]          |
| American Music Awards            | 2021 | Montero (Call Me By Your Name)                           | Kedvenc videóklip                                | Elnyerte |                 |
| American Music Awards            | 2021 | Önmaga                                                   | Kedvenc férfi popelőadó                          | Jelölve  |                 |
| Apple Music Awards               | 2019 | Old Town Road                                            | Az év dala                                       | Elnyerte | [ 76 ]          |
| BBC Radio 1’s Teen Awards        | 2019 | Old Town Road                                            | Legjobb kislemez                                 | Jelölve  | [ 77 ]          |
| BET Awards                       | 2020 | Önmaga                                                   | Legjobb új előadó                                | Jelölve  | [ 78 ]          |
| BET Hip Hop Awards               | 2019 | Önmaga                                                   | Legjobb új hiphopelőadó                          | Jelölve  | [ 79 ]          |
| BET Hip Hop Awards               | 2019 | Old Town Road (Remix) (Billy Ray Cyrus közreműködésével) | Az év kislemeze                                  | Elnyerte | [ 79 ]          |
| BET Hip Hop Awards               | 2019 | Old Town Road (Remix) (Billy Ray Cyrus közreműködésével) | Legjobb közreműködés, duó vagy csoport           | Elnyerte | [ 79 ]          |
| BET Hip Hop Awards               | 2021 | Montero (Call Me By Your Name)                           | Legjobb hiphopvideó                              | Jelölve  | [ 80 ]          |
| BET Hip Hop Awards               | 2021 | Montero (Call Me By Your Name)                           | Hatás dal                                        | Jelölve  | [ 80 ]          |
| Billboard Music Awards           | 2020 | Önmaga                                                   | Legjobb új előadó                                | Jelölve  | [ 81 ]          |
| Billboard Music Awards           | 2020 | Önmaga                                                   | Billboard Slágerlista siker (rajongók szavazták) | Jelölve  | [ 81 ]          |
| Billboard Music Awards           | 2020 | Önmaga                                                   | Legjobb férfi előadó                             | Jelölve  | [ 81 ]          |
| Billboard Music Awards           | 2020 | Önmaga                                                   | Legjobb Hot 100 előadó                           | Jelölve  | [ 81 ]          |
| Billboard Music Awards           | 2020 | Önmaga                                                   | Előadó a legtöbb streamelt dallal                | Jelölve  | [ 81 ]          |
| Billboard Music Awards           | 2020 | Önmaga                                                   | Legtöbb dalt eladott előadó                      | Jelölve  | [ 81 ]          |
| Billboard Music Awards           | 2020 | Önmaga                                                   | Legjobb rapelőadó                                | Jelölve  | [ 81 ]          |
| Billboard Music Awards           | 2020 | Önmaga                                                   | Legjobb férfi rapelőadó                          | Jelölve  | [ 81 ]          |
| Billboard Music Awards           | 2020 | Old Town Road (Remix) (Billy Ray Cyrus közreműködésével) | Legjobb Hot 100 dal                              | Elnyerte | [ 81 ]          |
| Billboard Music Awards           | 2020 | Old Town Road (Remix) (Billy Ray Cyrus közreműködésével) | Legtöbbet streamelt dal                          | Elnyerte | [ 81 ]          |
| Billboard Music Awards           | 2020 | Old Town Road (Remix) (Billy Ray Cyrus közreműködésével) | Legtöbbet eladott dal                            | Elnyerte | [ 81 ]          |
| Billboard Music Awards           | 2020 | Old Town Road (Remix) (Billy Ray Cyrus közreműködésével) | Legjobb közreműködés (rajongók szavazták)        | Jelölve  | [ 81 ]          |
| Billboard Music Awards           | 2020 | Old Town Road (Remix) (Billy Ray Cyrus közreműködésével) | Legjobb rapdal                                   | Elnyerte | [ 81 ]          |
| Bravo Otto                       | 2019 | Önmaga                                                   | Újonc                                            | Jelölve  | [ 82 ]          |
| BreakTudo Awards                 | 2019 | Önmaga                                                   | Az év nemzetközi férfi előadója                  | Jelölve  | [ 83 ]          |
| BreakTudo Awards                 | 2019 | Old Town Road (Remix) (Billy Ray Cyrus közreműködésével) | Az év nemzetközi slágere                         | Jelölve  | [ 83 ]          |
| Country Music Association Awards | 2019 | Old Town Road (Remix) (Billy Ray Cyrus közreműködésével) | Az év zenei eseménye                             | Elnyerte | [ 84 ]          |
| Danish Music Awards              | 2019 | Old Town Road (Remix) (Billy Ray Cyrus közreműködésével) | Az év külföldi dala                              | Jelölve  | [ 85 ]          |
| GLAAD Media Awards               | 2020 | Önmaga                                                   | Kiemelkedő zenei előadó                          | Elnyerte | [ 86 ]          |
| Grammy-díj                       | 2020 | Önmaga                                                   | Legjobb új előadó                                | Jelölve  | [ 87 ]          |
| Grammy-díj                       | 2020 | Panini                                                   | Legjobb dallamos rapteljesítmény                 | Jelölve  | [ 87 ]          |
| Grammy-díj                       | 2020 | Old Town Road (Remix) (Billy Ray Cyrus közreműködésével) | Az év felvétele                                  | Jelölve  | [ 87 ]          |
| Grammy-díj                       | 2020 | Old Town Road (Remix) (Billy Ray Cyrus közreműködésével) | Legjobb popduó vagy -együttes teljesítmény       | Elnyerte | [ 87 ]          |
| Grammy-díj                       | 2020 | Old Town Road (Remix) (Billy Ray Cyrus közreműködésével) | Legjobb videóklip                                | Elnyerte | [ 87 ]          |
| Grammy-díj                       | 2020 | 7                                                        | Az év albuma                                     | Jelölve  | [ 87 ]          |
| Grammy-díj                       | 2022 | Montero                                                  | Az év albuma                                     | Jelölve  | [ 88 ]          |
| Grammy-díj                       | 2022 | Montero (Call Me By Your Name)                           | Az év felvétele                                  | Jelölve  | [ 88 ]          |
| Grammy-díj                       | 2022 | Montero (Call Me By Your Name)                           | Az év dala                                       | Jelölve  | [ 88 ]          |
| Grammy-díj                       | 2022 | Montero (Call Me By Your Name)                           | Legjobb videóklip                                | Jelölve  | [ 88 ]          |
| Grammy-díj                       | 2022 | Industry Baby (Jack Harlow közreműködésével)             | Legjobb dallamos rapteljesítmény                 | Jelölve  | [ 88 ]          |
| iHeartRadio Music Awards         | 2020 | Old Town Road                                            | Az év dala                                       | Jelölve  | [ 89 ]          |
| iHeartRadio Music Awards         | 2020 | Old Town Road                                            | Az év hiphopdala                                 | Jelölve  | [ 89 ]          |
| iHeartRadio Music Awards         | 2020 | Old Town Road (Remix) (Billy Ray Cyrus közreműködésével) | Legjobb videóklip                                | Jelölve  | [ 89 ]          |
| iHeartRadio Music Awards         | 2020 | Old Town Road (Remix) (Billy Ray Cyrus közreműködésével) | Legjobb remix                                    | Jelölve  | [ 89 ]          |
| iHeartRadio Music Awards         | 2020 | Önmaga                                                   | Legjobb új popelőadó                             | Jelölve  | [ 89 ]          |
| iHeartRadio Music Awards         | 2020 | Önmaga                                                   | Legjobb új hiphopelőadó                          | Jelölve  | [ 89 ]          |
| LOS40 Music Awards               | 2019 | Önmaga                                                   | Legjobb új nemzetközi előadó                     | Jelölve  | [ 90 ]          |
| LOS40 Music Awards               | 2021 | Montero (Call Me By Your Name)                           | Legjobb nemzetközi dal                           | Jelölve  | [ 91 ]          |
| LOS40 Music Awards               | 2021 | Montero (Call Me By Your Name)                           | Legjobb nemzetközi videó                         | Jelölve  | [ 91 ]          |
| MTV Europe Music Awards          | 2019 | Önmaga                                                   | Legjobb új előadó                                | Jelölve  | [ 92 ]          |
| MTV Europe Music Awards          | 2019 | Önmaga                                                   | Legjobb kinézet                                  | Jelölve  | [ 92 ]          |
| MTV Europe Music Awards          | 2019 | Önmaga                                                   | Legjobb amerikai előadó                          | Jelölve  | [ 92 ]          |
| MTV Europe Music Awards          | 2019 | Old Town Road (Remix) (Billy Ray Cyrus közreműködésével) | Legjobb dal                                      | Jelölve  | [ 92 ]          |
| MTV Europe Music Awards          | 2019 | Old Town Road (Remix) (Billy Ray Cyrus közreműködésével) | Legjobb videó                                    | Jelölve  | [ 92 ]          |
| MTV Europe Music Awards          | 2019 | Old Town Road (Remix) (Billy Ray Cyrus közreműködésével) | Legjobb közreműködés                             | Jelölve  | [ 92 ]          |
| MTV Europe Music Awards          | 2021 | Önmaga                                                   | Legjobb amerikai előadó                          | Jelölve  | [ 93 ]          |
| MTV Europe Music Awards          | 2021 | Önmaga                                                   | Legjobb előadó                                   | Jelölve  | [ 93 ]          |
| MTV Europe Music Awards          | 2021 | Montero (Call Me By Your Name)                           | Legjobb dal                                      | Jelölve  | [ 93 ]          |
| MTV Europe Music Awards          | 2021 | Montero (Call Me By Your Name)                           | Legjobb videó                                    | Elnyerte | [ 93 ]          |
| MTV Europe Music Awards          | 2021 | Montero (Call Me By Your Name)                           | Videó legjobb mondanivalóval                     | Jelölve  | [ 93 ]          |
| MTV Europe Music Awards          | 2021 | Industry Baby (Jack Harlow közreműködésével)             | Legjobb közreműködés                             | Jelölve  | [ 93 ]          |
| MTV Millennial Awards            | 2021 | Montero (Call Me By Your Name)                           | Az év globális slágere                           | Jelölve  | [ 94 ]          |
| MTV Millennial Awards Brazil     | 2021 | Montero (Call Me By Your Name)                           | Globális sláger                                  | Jelölve  | [ 95 ]          |
| MTV Video Music Awards           | 2019 | Önmaga                                                   | Legjobb új előadó                                | Jelölve  | [ 96 ]          |
| MTV Video Music Awards           | 2019 | Old Town Road (Remix) (Billy Ray Cyrus közreműködésével) | Az év videója                                    | Jelölve  | [ 96 ]          |
| MTV Video Music Awards           | 2019 | Old Town Road (Remix) (Billy Ray Cyrus közreműködésével) | Az év dala                                       | Elnyerte | [ 96 ]          |
| MTV Video Music Awards           | 2019 | Old Town Road (Remix) (Billy Ray Cyrus közreműködésével) | Legjobb közreműködés                             | Jelölve  | [ 96 ]          |
| MTV Video Music Awards           | 2019 | Old Town Road (Remix) (Billy Ray Cyrus közreműködésével) | Legjobb hiphopvideó                              | Jelölve  | [ 96 ]          |
| MTV Video Music Awards           | 2019 | Old Town Road (Remix) (Billy Ray Cyrus közreműködésével) | A nyár dala                                      | Jelölve  | [ 96 ]          |
| MTV Video Music Awards           | 2019 | Old Town Road (Remix) (Billy Ray Cyrus közreműködésével) | Legjobb rendezés                                 | Elnyerte | [ 96 ]          |
| MTV Video Music Awards           | 2019 | Old Town Road (Remix) (Billy Ray Cyrus közreműködésével) | Legjobb vágás                                    | Jelölve  | [ 96 ]          |
| MTV Video Music Awards           | 2019 | Old Town Road (Remix) (Billy Ray Cyrus közreműködésével) | Legjobb művészi rendezés                         | Jelölve  | [ 96 ]          |
| MTV Video Music Awards           | 2021 | Montero (Call Me By Your Name)                           | Az év videója                                    | Elnyerte | [ 97 ]          |
| MTV Video Music Awards           | 2021 | Montero (Call Me By Your Name)                           | Legjobb rendezés                                 | Elnyerte | [ 97 ]          |
| MTV Video Music Awards           | 2021 | Montero (Call Me By Your Name)                           | Legjobb művészi rendezés                         | Jelölve  | [ 97 ]          |
| MTV Video Music Awards           | 2021 | Montero (Call Me By Your Name)                           | Legjobb mondanivalót tartalmazó videó            | Jelölve  | [ 97 ]          |
| MTV Video Music Awards           | 2021 | Montero (Call Me By Your Name)                           | Legjobb speciális effektek                       | Elnyerte | [ 97 ]          |
| MTV Video Music Awards           | 2021 | Industry Baby (Jack Harlow közreműködésével)             | A nyár dala                                      | Jelölve  | [ 97 ]          |
| MTV Video Play Awards            | 2019 | Old Town Road (Remix) (Billy Ray Cyrus közreműködésével) | Győztes videó                                    | Elnyerte | [ 98 ]          |
| Nickelodeon Kids’ Choice Awards  | 2020 | Old Town Road                                            | Kedvenc dal                                      | Jelölve  | [ 99 ]          |
| Nickelodeon Kids’ Choice Awards  | 2020 | Old Town Road                                            | Kedvenc zenei közreműködés                       | Jelölve  | [ 99 ]          |
| Nickelodeon Kids’ Choice Awards  | 2020 | Önmaga                                                   | Kedvenc férfi előadó                             | Jelölve  | [ 99 ]          |
| Nickelodeon Kids’ Choice Awards  | 2020 | Önmaga                                                   | Kedvenc áttörő előadó                            | Elnyerte | [ 99 ]          |
| NRJ Music Awards                 | 2019 | Önmaga                                                   | Az év nemzetközi áttörése                        | Jelölve  | [ 100 ]         |
| NRJ Music Awards                 | 2019 | Lil Nas X és Billy Ray Cyrus                             | Az év nemzetközi duója, csoportja                | Jelölve  | [ 100 ]         |
| NRJ Music Awards                 | 2019 | Old Town Road (Remix) (Billy Ray Cyrus közreműködésével) | Az év nemzetközi dala                            | Jelölve  | [ 100 ]         |
| NRJ Music Awards                 | 2019 | Old Town Road (Remix) (Billy Ray Cyrus közreműködésével) | Az év videója                                    | Jelölve  | [ 100 ]         |
| People’s Choice Awards           | 2019 | Önmaga                                                   | 2019 férfi előadója                              | Jelölve  | [ 101 ]         |
| People’s Choice Awards           | 2019 | Old Town Road (Remix) (Billy Ray Cyrus közreműködésével) | 2019 dala                                        | Jelölve  | [ 101 ]         |
| People’s Choice Awards           | 2020 | Önmaga                                                   | 2020 stílussztárja                               | Jelölve  | [ 102 ]         |
| People’s Choice Awards           | 2021 | Önmaga                                                   | 2021 férfi előadója                              | Elnyerte | [ 103 ]         |
| People’s Choice Awards           | 2021 | Önmaga                                                   | 2021 közösségi sztárja                           | Jelölve  | [ 103 ]         |
| People’s Choice Awards           | 2021 | Montero                                                  | 2021 albuma                                      | Jelölve  | [ 103 ]         |
| People’s Choice Awards           | 2021 | Montero (Call Me By Your Name)                           | 2021 dala                                        | Jelölve  | [ 103 ]         |
| People’s Choice Awards           | 2021 | Montero (Call Me By Your Name)                           | 2021 videóklipje                                 | Jelölve  | [ 103 ]         |
| People’s Choice Awards           | 2021 | Industry Baby (Jack Harlow közreműködésével)             | 2021 közreműködés dala                           | Jelölve  | [ 103 ]         |
| Queerty Awards                   | 2020 | Önmaga                                                   | Closet Door Bustdown                             | Elnyerte | [ 104 ] [ 105 ] |
| Rockbjörnen                      | 2021 | Montero (Call Me By Your Name)                           | Az év külföldi dala                              | Jelölve  | [ 106 ]         |
| Streamy Awards                   | 2019 | Önmaga                                                   | Áttörő előadó                                    | Elnyerte | [ 107 ]         |
| Swiss Music Awards               | 2020 | Old Town Road                                            | Legjobb nemzetközi sláger                        | Jelölve  | [ 108 ]         |
| Teen Choice Awards               | 2019 | Önmaga                                                   | Choice Férfi előadó                              | Jelölve  | [ 109 ]         |
| Teen Choice Awards               | 2019 | Önmaga                                                   | Choice Áttörő előadó                             | Jelölve  | [ 109 ]         |
| Teen Choice Awards               | 2019 | Old Town Road                                            | Choice Dal: Férfi előadó                         | Jelölve  | [ 109 ]         |
| Teen Choice Awards               | 2019 | Old Town Road (Remix) (Billy Ray Cyrus közreműködésével) | Choice Közreműködés                              | Jelölve  | [ 109 ]         |
| Teen Choice Awards               | 2019 | Old Town Road (Remix) (Billy Ray Cyrus közreműködésével) | Choice dal: R&B/Hip-Hop                          | Elnyerte | [ 109 ]         |
| UK Music Video Awards            | 2019 | Old Town Road (Remix) (Billy Ray Cyrus közreműködésével) | Legjobb Urban Videó – Nemzetközi                 | Jelölve  | [ 110 ]         |
| UK Music Video Awards            | 2021 | Montero (Call Me By Your Name)                           | Legjobb popvideó – Nemzetközi                    | Jelölve  | [ 111 ]         |
| UK Music Video Awards            | 2021 | Industry Baby (Jack Harlow közreműködésével)             | Legjobb popvideó – Nemzetközi                    | Elnyerte | [ 111 ]         |
| UK Music Video Awards            | 2021 | Industry Baby (Jack Harlow közreműködésével)             | Legjobb koreográfia egy videóban                 | Jelölve  | [ 111 ]         |

## Bibliográfia
- C Is for Country (2021)

## Turnék
- Long Live Montero Tour (2022)

## Filmográfia
| Év   | Cím                 | Szerep     | Notes                   |
| ---- | ------------------- | ---------- | ----------------------- |
| 2021 | Saturday Night Live | Önmaga     | Zenei vendég (1 epizód) |
| 2021 | Dave                | Ismeretlen | Ismeretlen epizód       |

## Fordítás
- Ez a szócikk részben vagy egészben  a   Lil Nas X című angol Wikipédia-szócikk fordításán alapul.  Az eredeti cikk szerkesztőit annak laptörténete sorolja fel. Ez a jelzés csupán a megfogalmazás eredetét és a szerzői jogokat jelzi, nem szolgál a cikkben szereplő információk forrásmegjelöléseként.